# 長野県道247号米川駄科停車場線
長野県道247号米川駄科停車場線（ながのけんどう247ごう よねがわだしなていしゃじょうせん）は、長野県飯田市大字千代字米川の長野県道83号下条米川飯田線交点と飯田線駄科駅を結ぶ一般県道。

## 概要

### 路線データ
- 起点：飯田市大字千代字米川（長野県道83号下条米川飯田線交点）
- 終点：飯田市駄科（飯田線駄科駅）

## 交差する道路
- 長野県道83号下条米川飯田線
- 長野県道492号天竜峡停車場下平線
- 長野県道1号飯田富山佐久間線

## 周辺
- 輝山会記念病院
- 旭松食品
- 飯田線駄科駅